# Зоран Лилић
Зоран Лилић (Брза Паланка, 27. август 1953) српски је и југословенски политичар. Лилић је био други председник Савезне Републике Југославије (СРЈ) (25. јун 1993 − 25. јун 1997).

## Биографија
У родном месту завршио је основну и средњу школу. Дипломирао је на Технолошко-металуршком факултету у Београду. Запослио се у Фабрици гуме „Рекорд“ у Раковици и после 12 година обављања разних дужности именован је за генералног директора.
Био је посланик Социјалистичке партије Србије у Скупштини Србије од 1990. године, а после две године постао је председник Народне скупштине Србије. После смене Добрице Ћосића са места председника СРЈ, јуна 1993, изабран је 25.6.1993. за председника СРЈ и на месту председника СРЈ Лилић је остао до 25.6.1997. године.
У јесен 1997. постао кандидат СПС за председника Србије. После неуспелог другог круга председничких избора, где је одмеравао снаге са лидером Српске радикалне странке Војиславом Шешељем 5. октобра исте године, постао је потпредседник Савезне владе у кабинету Момира Булатовића и на овој дужности се задржао до августа 1999. године када је именован за саветника председника СРЈ Слободана Милошевића за економске односе са иностранством. У то време обављао је функције председника УО Југоимпорта и председника Шаховског савеза Југославије.
Године 2000. изашао је из СПС-а и основао Српску социјалдемократску партију коју сматра наследницом идеја Светозара Марковића, али се потом вратио у СПС.
Новембра 2008. године постављен је за председника Управног одбора ЈП Путеви Србије. Године 2018. био је председник управног одбора Јубмес банке.
Године 2024. Српска православна црква одликовала га је Орденом Светог Саве због доприноса и помоћи враћању земље манастиру Високи Дечани.

## Државне функције
- председник Скупштине Србије (јануар — јун 1993)
- председник Савезне Републике Југославије (јун 1993 — јун 1997)
- потпредседник Савезне Владе СР Југославије (мај 1998 — август 1999)